# Ricardo Dalmau
Ricardo Dalmau Santana (Mayagüez, 27 agosto 1977) è un ex cestista portoricano.
È il figlio di Raymond Dalmau e il fratello di Richie e Christian Dalmau.

## Carriera
Con Porto Rico ha disputato i Giochi panamericani di Winnipeg 1999.